# 13. pehotni polk (Avstro-Ogrska)
Za druge 13. polke glejte 13. polk.
13. pehotni polk je bil pehotni polk k.u.k. Heera.

## Zgodovina
Polk je bil ustanovljen leta 1814. 

### Prva svetovna vojna
Polkovna narodnostna sestava leta 1914 je bila sledeča: 82% Poljakov, 10% Čehov in 8% drugih. Naborni okraj polka je bil v Krakovu, pri čemer so bile polkovne enote garnizirane sledeče: Opava (štab, II. in III. bataljon), Bielsko (I. bataljon) in Krakov (IV. bataljon).
V sklopu t. i. Conradovih reform leta 1918 (od junija naprej) je bilo znižano število polkovnih bataljonov na 3.

## Organizacija
1918 (po reformi)
- 1. bataljon
- 2. bataljon
- 4. bataljon, 57. pehotni polk

## Poveljniki polka
- 1859: Leopold Gondrecourt[7]
- 1865: Hermann Hirst von Neckarsthal[8]
- 1879: Anton Klestill[9]
- 1908: Adolf Schmucker[10]
- 1914: Josef Krasser[2]